# ملعب محمد بن حداد
ملعب محمد بن حداد هو ملعب لكرة القدم يقع في مدينة القبة الجزائرية. وهو مقر تدريبات نادي رائد القبة.

## مواضيع ذات صلة
- الرياضة في الجزائر
- الاتحادية الجزائرية لكرة القدم
- قائمة ملاعب كرة القدم في الجزائر

## وصلات خارجية
- (بالعربية) الموقع الرسمي للاتحادية الجزائرية لكرة القدم